# Харченко, Григорий Петрович
Григорий Петрович Харченко (укр. Григорій Петрович Харченко; род. 1 июня 1936, п. Мироновка, Мироновский район, Киевская область, Украинская ССР, СССР) — советский украинский и российский государственный, партийный и общественный деятель.
Член КПСС с 1962, член ЦК КПСС (1990—1991). Депутат Верховного Совета Украинской ССР X—XI созывов, народный депутат СССР по Мелитопольскому округу, депутат Верховного Совета СССР.

## Биография
Родился в рабочей семье: отец работал в совхозпробе, мать была колхозницей. В сентябре 1944 — мае 1950 — ученик Мироновской семилетней школы № 1 Киевской области. В 1950 году вступил в комсомол.
В сентябре 1950 — июле 1954 — ученик материального отделения Киевского техникума железнодорожного транспорта, получил специальность «техник железнодорожного транспорта».
В 1959 окончил факультет экономики и организации железнодорожного транспорта Московский институт инженеров железнодорожного транспорта по специальности «инженер-экономист». После окончания вуза работал на Запорожском электровозоремонтном заводе.
С 1960 г. на комсомольской работе — прошёл путь от секретаря комитета комсомола до первого секретаря обкома.
С 1967 года на партийной и советской работе: первый секретарь Ленинского райкома партии г. Запорожья. В 1971—1974 годах — председатель Запорожского городского исполнительного комитета.
С 1974 года — секретарь по промышленности, в 1976—1986 гг. — второй секретарь Запорожского обкома КП Украины. В 1981 окончил Академию общественных наук при ЦК КПСС.
В 1986—1987 гг. — инспектор ЦК КПСС, в 1987—1988 гг. — заместитель заведующего Отделом организационно-партийной работы ЦК КПСС. С февраля 1988 года в составе группы под руководством А. И. Вольского участвовал в урегулировании последствий конфликта в Нагорном Карабахе.
С 22 октября 1988 по 5 октября 1990 — первый секретарь Запорожского обкома КП Украины. В 1990 году — председатель Запорожского областного совета.
С 28 сентября 1990 по 30 августа 1991 года — член Политбюро и второй секретарь ЦК КП Украины.
С начала 1990-х годов — директор Промышленно-финансовой компании, вице-президент страховой компании, советник Президента Российского союза промышленников и предпринимателей. С 2001 по 2010 год — вице-президент, руководитель аппарата Российского союза товаропроизводителей; председатель исполкома Международного союза товаропроизводителей.